# 斯韋林根 (阿拉巴馬州)
斯韋林根（英語：Swearengin）是一個位於美國阿拉巴馬州馬歇爾縣的非建制地區。該地的面積和人口皆未知。

## 地理
斯韋林根的座標為34°33′48″N 86°11′25″W / 34.56333°N 86.19028°W，而該地的平均海拔高度為410米（即1345英尺）。